# 當博
6°30′N 2°41′E / 6.500°N 2.683°E

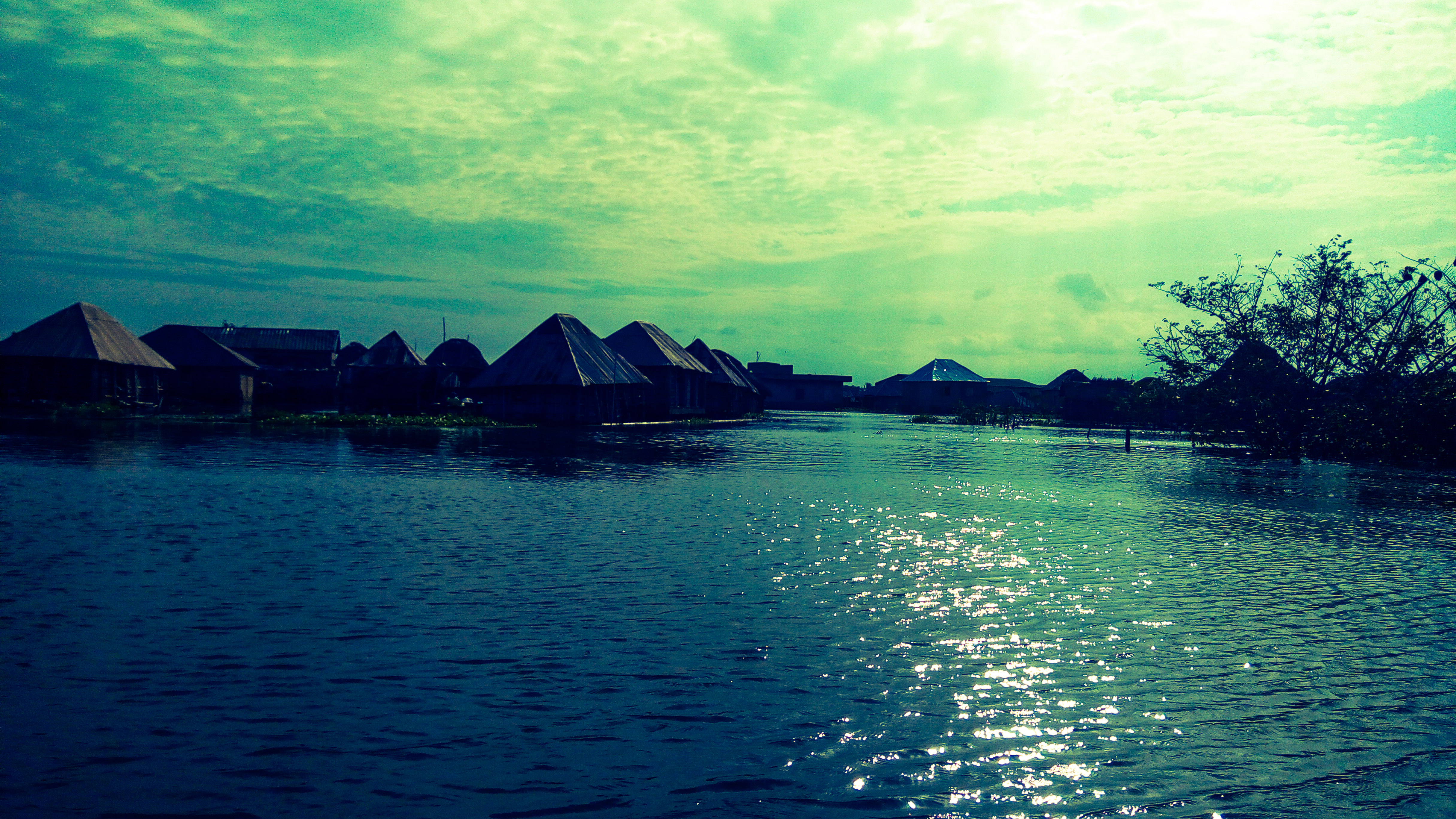
當博

當博（法語：Dangbo），是貝寧的城鎮，位於該國東南部，由韋梅省負責管轄，面積340平方公里，海拔高度36米，2013年該城鎮人口47,281，人口密度每平方公里139人。